# 卡斯滕斯淺灘
67°34′S 62°51′E / 67.567°S 62.850°E
卡斯滕斯淺灘（英語：Carstens Shoal）是南極洲的淺灘，位於麥克羅伯特森地的霍姆灣，處於東巴德島以北、莫勒淺灘以西，最淺水深11.89米，以莫森站的測量師命名。